# Emanuele Toso
Emanuele Toso (Sestri Levante, 4 aprile 1890 – Levanto, 12 agosto 1944) è stato un presbitero e partigiano italiano.
Medaglia d'oro al merito civile alla memoria.

## Biografia
Nato a San Bartolomeo della Ginestra, frazione di Sestri Levante, entra in seminario e viene ordinato sacerdote nel 1915 per la Diocesi della Spezia-Sarzana-Brugnato.
Viene inviato nella parrocchia di San Sebastiano di Lavaggiarosso, popolosa borgata di Levanto.
Si impegna attivamente per aiutare le popolazioni sfollate e i partigiani della zona.
Il 12 agosto 1944, viene catturato dai nazifascisti e gli viene richiesto di collaborare alla ricerca e cattura dei partigiani attivi nella zona, al suo rifiuto, viene fucilato dai repubblichini della Divisione Alpina Monterosa, davanti alla chiesa.

## Onorificenze
Data del conferimento: 13 febbraio 2007

### Riconoscimenti
Le due cittadine di Levanto e Sestri Levante gli hanno dedicato una via.